# Marcus Gerd
Marcus Gerd, född 1 maj 1995 i Uddevalla, är en svensk landslagsmålvakt i futsal som till vardags spelar hos svenska mästarna IFK Uddevalla Futsal.

## Meriter futsal
Marcus Gerd har spelat 23 A-landskamper. Han var utsedd till bäste spelare i landskampen mot Norge 3 december 2016.
Han spelar till vardags i IFK Uddevalla Futsal som tagit två raka SM-silver i futsal (2015 och 2016) och två SM-guld 2017 och 2018.
Marcus blev efter säsongen 2016/2017 utsedd till Årets svenska futsalspelare av intressesajten futsal.se

## Meriter fotboll
Marcus Gerd debuterade 2013 som 18-åring i IFK Uddevallas A-lag i div 2. Samma säsong vann laget sin serie och gick upp i div 1. Efter säsongen i div 1 blev Marcus uttagen till talangmatchen Morgondagens stjärnor. 
2015 flyttade Marcus Gerd till Norge som utlandsproffs i Gjövik Lyn där det blev en säsong. 2016 var han tillbaka i Sverige och spel i Grebbestads IF i div 2.

### Fotnoter
1. ↑  ”IFK Uddevalla futsal – favoriterna som höll för trycket”. Bohusläningen. Arkiverad från originalet den 22 oktober 2018. https://web.archive.org/web/20181022193530/http://www.bohuslaningen.se/sport/fotboll/ifk-uddevalla-futsal-favoriterna-som-h%C3%B6ll-f%C3%B6r-trycket-1.4183791. Läst 3 augusti 2017.
2. ↑  ”Marcus Gerd Årets spelare”. Bohusläningen. http://www.bohuslaningen.se/sport/marcus-gerd-%C3%A5rets-spelare-1.4184974. Läst 3 augusti 2017.